# Pighammer
Pighammer — единственный сольный альбом американского рок-музыканта Уэйна Статика, вышедший 4 октября 2011 года на лейбле Dirthouse Records. Он занял 97 позицию в чарте Billboard 200 в первую неделю с продажами 4,700 копий.

## Об альбоме
"Концепция альбома 'Pighammer' вызывает в воображении странные образы, " — объясняет Статик. «Речь идет о безумном пластическом хирурге со свиным фетишем, которому нравится превращать девушек в свиней. Это полная противоположность того, что должен делать пластический хирург. У него есть сумасшедший молоток, сделанный из свиной ноги. Изображения хирурга в буклете CD всего лишь чёрная комедийная визуализация настоящей темы альбома, которой является моя трансформация».
Словом «трансформация» в интервью Уэйн Статик подразумевал победу над наркоманией в 2009 году. Он написал альбом Pighammer в честь этого события, в надежде, что множество людей начнут бороться с наркозависимостью. Тема наркотиков и алкоголя затрагивается в песне «Assassins of Youth» и в клипе на эту песню.

## Список композиций
| №                   | Название                       | Длительность |
| ------------------- | ------------------------------ | ------------ |
| 1.                  | «Pighammer»                    | 0:28         |
| 2.                  | «Around the Turn»              | 2:27         |
| 3.                  | «Assassins of Youth»           | 3:13         |
| 4.                  | «Thunder Invader»              | 4:47         |
| 5.                  | «Static Killer»                | 5:06         |
| 6.                  | «She»                          | 3:30         |
| 7.                  | «Get It Together»              | 3:33         |
| 8.                  | «Chrome Nation»                | 3:33         |
| 9.                  | «Shifter»                      | 4:03         |
| 10.                 | «Slave»                        | 4:09         |
| 11.                 | «The Creatures Are Everywhere» | 4:26         |
| 12.                 | «Behind the Sky»               | 2:54         |
| Общая длительность: | Общая длительность:            | 42:04        |

## Участники записи
- Уэйн Статик — вокал, все инструменты, продюсер
- Тера Рей — дополнительный вокал

## Позиции в чартах
| Чарт (2011)      | Позиция |
| ---------------- | ------- |
| US Billboard 200 | 97      |